# Огре (річка)
О́гре (латис. Ogre) — річка в Латвії, права притока Західної Двіни. Довжина — 178 км (за іншими джерелами — 188 км), площа басейну — 1730 км². Бере початок з озера Сівеніньш на Відземській височині. Звиваючись, тече на захід, через територію Ліфляндії. Впадає до Західної Двіни. Біля гирла річки розташоване місто Огре. Притоки — Лічупе, Лобе, Авієксте. Традиційна німецька назва до 1918 року — О́гер (нім. Oger).